# William P. Sprague

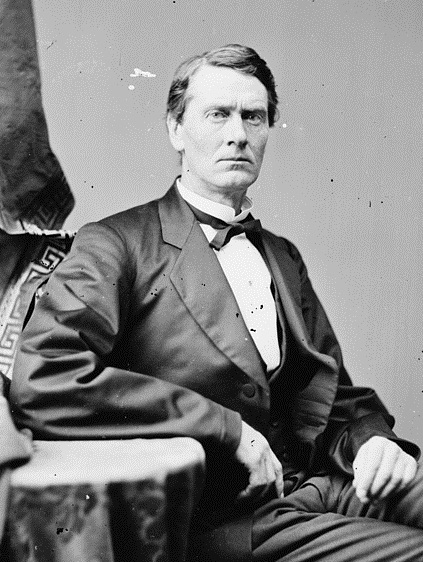
William P. Sprague

William Peter Sprague (* 21. Mai 1827 bei Malta, Morgan County, Ohio; † 3. März 1899 in McConnelsville, Ohio) war ein US-amerikanischer Politiker. Zwischen 1871 und 1875 vertrat er den Bundesstaat Ohio im US-Repräsentantenhaus.

## Werdegang
William Sprague besuchte die öffentlichen Schulen seiner Heimat und arbeitete danach bis 1864 im Handel. Politisch schloss er sich der Republikanischen Partei an. Zwischen 1860 und 1863 saß er im Senat von Ohio. Seit 1866 lebte er in McConnelsville, wo er in der Bankenbranche arbeitete. Bei den Kongresswahlen des Jahres 1870 wurde Sprague im 15. Wahlbezirk von Ohio in das US-Repräsentantenhaus in Washington, D.C. gewählt, wo er am 4. März 1871 die Nachfolge von Eliakim H. Moore antrat. Nach einer Wiederwahl konnte er bis zum 3. März 1875 zwei Legislaturperioden im Kongress absolvieren. Im Jahr 1874 verzichtete er auf eine weitere Kandidatur.
Nach dem Ende seiner Zeit im US-Repräsentantenhaus betätigte sich William Sprague wieder im Bankgewerbe. Er starb am 3. März 1899 in McConnelsville, wo er auch beigesetzt wurde.